# Тајна напуштеног врта (роман)
Тајна напуштеног врта је роман за децу америчке књижевнице Френсис Хоџсон Бернет. Роман припада жанру класичне књижевности и говори о одрастању девојчице Мери Ленокс.

## О аутору
Френсис Хоџсон Бернет је америчка списатељица која је писала романе и за децу и за одрасле. Рођена је 1849. године у Манчестеру у Енглеској, живот је провела у Америци, где је и умрла 1924. године. Позната је по делима: Мали лорд Фаунтлерој (објављен 1885–1886), Мала принцеза (1905) и Тајни врт (Тајна напуштеног врта) (1911).

## Радња романа
Роман Тајна напуштеног врта говори о десетогодишњој девојчици Мери Ленокс која живи у Индији, родитељи су јој британског порекла и припада имућнијој породици. Мери одраста далеко од очију родитеља, о њој брине дадиља, јер родитељи нису имали времена ни жеље да се посвете њој. Она је била размажена јер су јој дадиља и остала послуга дозвољавали да ради шта хоће како би било мира у кући. Међутим, десиће се велика трагедија која ће Мерин живот променити из корена. Због колере која се појавила у Индији, велики број људи је умрло, а међу њима и Мерини родитељи. Она остаје сама  и сели се у Енглеску код стрица Арчибалд Крејвен, кога ни не зна. Арчибалд Крејвен живи у Миселтвејту у огромној сеоској кући, у којој се десетак година раније умрла његова жена док је сређивала врт. Од тада он мрзи ту кућу, а капију врт је закључао и сакрио кључ. Али тај врт ће веома заинтерсовати Мери и она ће почети да га истражује. Боравак у кући код стрица за Мери није интересантан. Стриц је човек који се деци не посвећује, стално путује и у путовањима налази спас од сећања на жену. Мери нема никакву занимацију у кући осим библиотеке, па много времена проводи напољу. Једног дана, захваљујући једној птици, открива напуштени, закључани врт. Она се посвећује његовом уређењу. Сазнаје да је тај врт уређивала њена стрина и да ту нико више није улазио од када је она умрла. Случајно, једне ноћи Мери је сазнала да има непокретног рођака Колина. Они постају пријатељи и Мери њему помаже да прохода, а до тада љему нико није покушао да помогне да прохода. Сви су мислили да ће он само умрети и зато је он тако размажен дечак. У друштву са њима се појављује и занимљиви дечак Диксон, брат једне од собарица. Диксон је један необичан дечак, који уме чак да разговара са животињама. С временом,  врт више није био напуштен, Мери постаје друга особа: добра, племенита, пожртвована, а Колин прохода иако су сви били сигурно да ће само једног дана, непокретан, у кревету, умрети. Велику љубав према Колину показује гувернанта Медлок која је била врло строга жена, али жена која има велико срце.